# Заслання
Заслання (рос. ссылка) — уживаний до ХХ століття включно засіб кримінального покарання, що передбачав виведення засудженого з місця його мешкання з обов'язковим поселенням у певній місцевості на термін, зазначений у вироку. Після чого за цією особою закріплювалася назва засланець (рос. ссыльный, сосланный).
Заслання не слід плутати з висилкою, вигнанням.

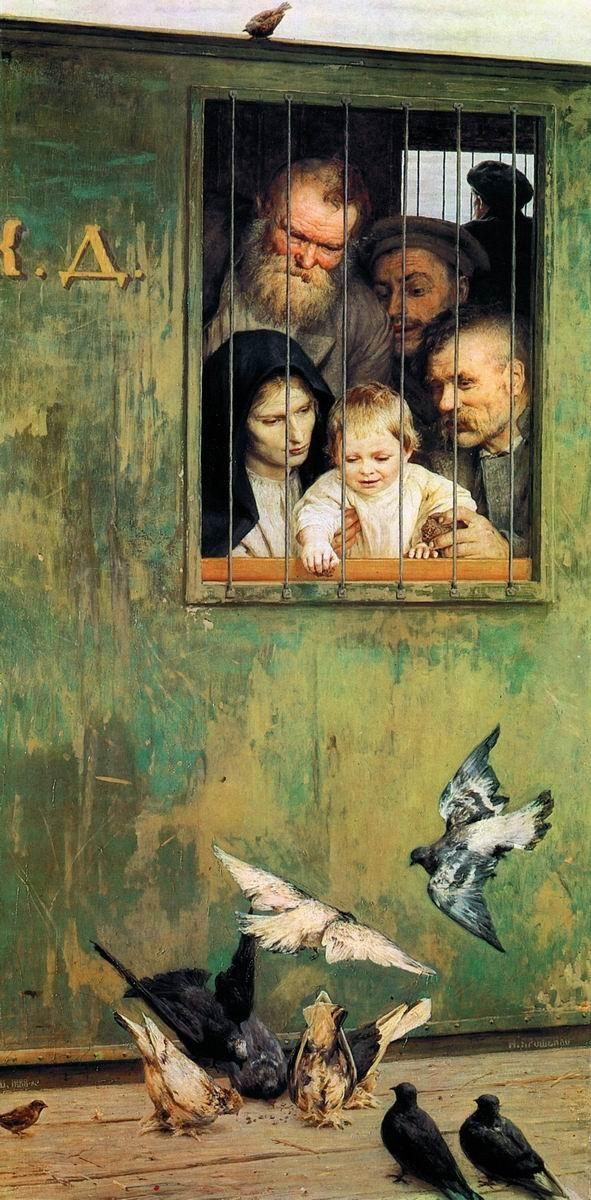
Микола Ярошенко. «Скрізь життя», 1888

## Застосування
Заслання як основне або додаткове покарання передбачалося в дореволюційному російському і радянському законодавстві, а також законодавством деяких європейських держав — (Велика Британія, Франція, Португалія, Греція).
З Великої Британії злочинці засилалися в Америку до 1776 року й Австралію до 1852 року. Широке застосування отримало заслання (релегація) рецидивістів із Франції (до 1946 року) до Гвіани та Нової Каледонії. Суворі кліматичні умови місць заслання призводили до загибелі більшості покараних, за що воно отримало назву «сухої гільйотини». Особливим видом заслання у Франції була депортація. З Португалії до 1974 року політичні ув'язнені засилалися в африканські колонії; з Греції в період військової диктатури (1967—1974 роки) — на острови Егейського моря.